# エドワード・イングランド
エドワード・イングランド（Edward England、1685年 - 1720,1721年）は、アイルランド出身の海賊。主にロイヤル・ジェームズ号とファンシー号を指揮した。彼の海賊旗はサミュエル・ベラミーのものとほとんど同じであり、髑髏の下に交差する骨であった。
1685年頃、アイルランドにてエドワード・シーガーとして生まれる。
ヘンリー・ジェニングスの部下としてフロリダ湾で難破したスペインのガレオン船から財宝を盗み出す遠征に参加。その後チャールズ・ヴェインの部下として航海し、やがて船を与えられて独立。
1720年、アフリカのコモロ諸島でジェームズ・マクレイ船長のカサンドラ号と戦闘となる。多数の死傷者が出たにもかかわらず、マクレイを逃がしてしまったために部下たちからの投票によって船長の座から追いやられ、モーリシャス島に置き去りにされる。その後ボートでマダガスカルに渡ったものの、1720年か1721年に死亡。熱帯病とみられている。

## 経歴

### 初期の海賊行為
1685年頃、アイルランドにてエドワード・シーガーとして生まれ、おそらくはカトリック教徒として育てられた。スペイン継承戦争の最中ジャマイカに渡ったのち、私掠船の航海士を務めた。しかし一行は海賊クリストファー・ウィンターに捕われ、これが切っ掛けとなり海賊稼業に乗り出すこととなる。この頃シーガーの姓を捨て、イングランドを名乗るようになったとされる。
1716年、ヘンリー・ジェニングスの部下になると、フロリダ湾で難破したスペインのガレオン船から財宝を掠奪する攻撃に参加。
1718年、チャールズ・ヴェインの操舵手となる。ヴェインのスループ船ラーク号はイギリス海軍のフェニックス号に捕えられるが、後に解放される。

### 船長として

エドワード・イングランドの海賊旗

1718年、ヴェインから船を与えられて独立。バハマ植民地総督のウッズ・ロジャーズがナッソーへやって来た際、多くの海賊が王の赦免を求めて降伏したが、ヴェインと配下の海賊たちはこれを拒否した。イングランドも例外ではなく、一味はアフリカへ向かった。
シエラレオネでブリストル籍のスノー船カドガン号を拿捕。この船の船長はスキナーという男で、イングランドの部下のうち数人はかつて彼の船の乗組員だったことがあった。スキナーは彼らといさかいを起こし、給与を払わずに追い出してしまった過去があり、恨みを持っていた海賊たちはスキナーに虐待を加えた。キャプテン・チャールズ・ジョンソンの『海賊史』によると、海賊たちはこう言ったとされる。
「これはこれは、スキナー船長じゃねえですかい。俺はあんたに会いたかったぜ。あんたには随分と借りがあるから、たっぷり礼をさせてもらいますぜ」
そう言うやいなや、海賊たちはスキナーをウィンチに縛り付けてから酒瓶で殴りつけた。さらに彼らはスキナーの命乞いを無視して甲板中を引き回し、散々鞭打った。最後には「いい船長だった」と言い放ってフリントロックで頭を撃ち抜いてしまったという。
カドガン号の乗組員たちを自分の部下とするつもりであったが、この船の一等航海士であるハウエル・デイヴィスはこれを拒否。デイヴィスは海賊の仲間になるぐらいなら死んだ方がマシだと言い放ち、この勇気に感心したイングランドはカドガン号の指揮権をデイヴィスに与えて解放した。この一件がデイヴィスの海賊としてのキャリアのスタートとなり、後にデイヴィスの部下となるバーソロミュー・ロバーツにも繋がることとなる。
その後、パール号を拿捕すると自らの旗艦とし、ロイヤル・ジェームズ号と改名した。1719年の春、ガンビア川やケープ・コーストの沿岸を荒らしまわり、10隻もの船を掠奪、拿捕した。これらのうち2隻をイングランドのもとから離れるロバート・レーン、およびロバート・サンプルに与えた。更にヴィクトリー号を僚船とし、ジョン・テイラーという荒くれの男に指揮を任せた。
アフリカ沿岸を掠奪しながらウィダーに向かうが、当地は既にラ・ブーシュ船長というフランス人海賊に掠奪された後であり、これは徒労に終わる。一味は近くの港に入港してそこで数週間過ごすが、現地の女たちに乱暴を働き、住民と争いを起こして数人を殺害。さらに集落を焼き払ってしまったという。

### インド洋

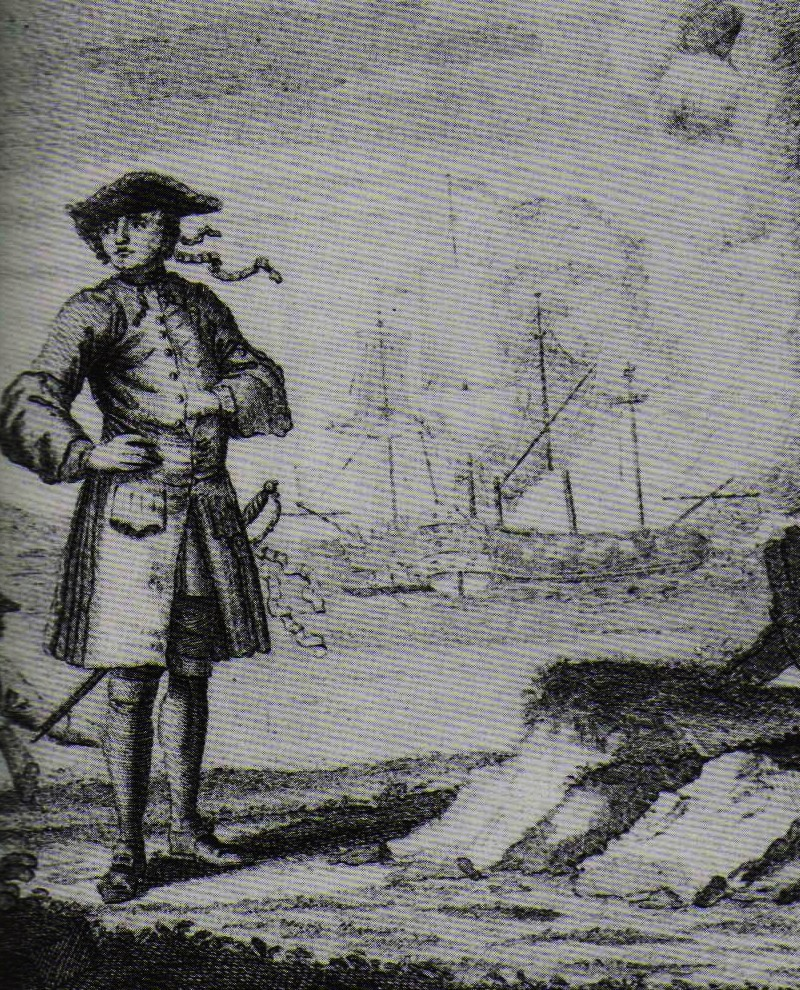
ファンシー号とカサンドラ号の戦いを背景にしたエドワード・イングランド

1720年、コモロ諸島のアンジュアン島にて、2隻のイギリス船と1隻のオーステンデ船と遭遇。このうちのジェームズ・マクレイ船長が指揮するカサンドラ号と戦闘になり、カサンドラ号とイングランドのファンシー号が座礁。
戦闘の結果、90人もの死者を出し、マクレイも多数の部下を失い自身も負傷した。島に逃げ延びたマクレイは10日後イングランドに投降し、ロイヤル・ジェームズ号の捕虜となった。一味はカサンドラ号から現代の価値で2000万ドルまたは3800万ドルの財宝を手に入れた。
捕虜となっている間、テイラーとその支持者たちは敵対行為を働いたマクレイを殺害すべきだと意見したが、昔マクレイの下で働いていた片足が義足の男が皆の前に出てきて、彼は良い船長だったと言い、彼に危害を加えるなら容赦はしないと迫ったので、マクレイは何とか命だけは救われた。
この義足の海賊は、小説『宝島』に登場する義足の海賊ジョン・シルバーのモデルになった。
イングランドは慈悲深い男であり、カサンドラ号を奪った代わりに損傷したファンシー号をマクレイに与えて逃がした。しかし、イングランドのこの選択は乗組員たちの不興を買うこととなった。さらに逃げ延びたマクレイが海賊討伐のために船隊を準備しているという噂を聞きつけると、彼らの怒りは最高潮となった。
ヴィクトリー号の船長であるテイラーらによって投票が行なわれると、船長の座から引きずりおろされ、忠実だった3人の部下とともにモーリシャス島に置き去りにされてしまった。
置き去りにされたイングランドたちは板切れから小型のボートを作ってマダガスカルに渡った。当地ではランター湾に王国を築いていたジェームズ・プランテーンという海賊がマダガスカル全土のヨーロッパ人を集めて開催したパーティーに参加した。イングランドはその後、マダガスカルにておそらくは熱帯病で死んだ。1720年か1721年のことだとされる。

## 人物
海賊の中でも人道的な人物として知られている。チャールズ・ジョンソンは著作『海賊史』の中で、こう述べている。
「イングランドは善き分別を持った人びとの1人であった。性格もよく、勇気にも富んでいた。強欲ではさらになく、捕虜を虐待することを常に嫌悪した。仲間をこのような温和な性格にもってゆくことができたら、彼は控え目な獲物で満足したであろうし、あまり悪辣な行為に及ぶこともなかったと思われる。しかし彼は他人の言うなりになり、またあの忌まわしい集団に深入りしすぎたため、彼らのあらゆる悪行の片棒をかつがざるを得なかったのである」
荒くれ者の海賊たちの中では、誰よりも野蛮で残酷である人物こそが尊敬の的となった。イングランドはこれと全く正反対の性質を持っていたため、部下たちはしばしば彼を軽視した。イングランドは一味の中で自らの権力が落ち目になっていることを自覚しており、何か意見するたびに部下たちが反抗する有様だった。最終的にはイングランドの善意が彼を船長の立場から追いやることとなってしまった。

## 参考資料
- コリン・ウッダード(著)、大野晶子(訳)、『海賊共和国史 1696-1721年』2021年7月、パンローリング株式会社
- チャールズ・ジョンソン(著)、朝比奈一郎(訳)、『海賊列伝(上)』2012年2月、中公文庫
- フリップ・ゴス『海賊の世界史 下』2010年 中央公論新社